# 펄 스트리트 필름스
펄 스트리트 필름스(Pearl Street Films)는 미국의 영화 제작사이다. 2012년 벤 애플렉과 맷 데이먼이 설립하였다. 2012년 10월 제니퍼 토드가 사장으로 합류하였다.
2022년 11월 에플렉과 데이먼이 독립 제작사 아티스츠 에퀴티에 집중하면서 해산하였다.

## 작품 목록

### 영화
| 연도 | 제목                     | 감독          | 기타            |
| ---- | ------------------------ | ------------- | --------------- |
| 2012 | 프라미스드 랜드          | 거스 밴샌트   |                 |
| 2015 | 더 레저 클래스           | 제이슨 맨     | HBO 필름스 배급 |
| 2016 | 맨체스터 바이 더 씨      | 케네스 로너건 |                 |
| 2016 | 제이슨 본                | 폴 그린그래스 |                 |
| 2016 | 리브 바이 나이트         | 벤 애플렉     |                 |
| 2021 | 라스트 듀얼: 최후의 결투 | 리들리 스콧   |                 |

### 텔레비전
| 연도          | 제목                | 원제               | 기타   |
| ------------- | ------------------- | ------------------ | ------ |
| 2001-05, 2015 | 프로젝트 그린라이트 | Project Greenlight | HBO    |
| 2016          | 인코퍼레이티드      | Incorporated       | Syfy   |
| 2019-22       | 시티 온 어 힐       | City on a Hill     | 쇼타임 |